# Nepatrná ztráta osamělosti
Nepatrná ztráta osamělosti je debutový román spisovatele Eliho Beneše. Vyšel v polovině roku 2023 v nakladatelství Akropolis. Děj je zasazen do poválečného Československa a pojednává o židovském chlapci, který přežije koncentrační tábory i pochod smrti, a vrací se do Prahy, kde se snaží v poválečném chaosu najít svou rodinu. Román získal cenu Magnesia Litera Debut roku. 

## Děj (s vyzrazením zápletky díla)
Na začátku románu se sedmnáctiletý Petr Stein ocitá v bezejmenném městečku na severu Čech (pravděpodobně se jedná o Železný Brod), kde je zatčen hlídkou Revolučních gard jako podezřelý. Okolí se jej štítí, zřejmě důsledkem masivní podvýživy a možné nemoci je označen za kreaturu. Po propuštění se na nákladním vlaku, vezoucím uhlí, dostane do Prahy. Po příjezdu se vydá do svého původního bydliště, odkud byl s rodiči i bratrem vyhnán, ale byt je zavřený a nikdo mu neotvírá. 
Dostává se do chlapecké židovské ubytovny, kde potkává lidi s podobným osudem: Izáka, vojáka z východní armády, Emila, blonďatého chlapce, který touží nebýt židem, či Rudu, zapáleného agitátora. Izák se se svým neutuchajícím optimismem snaží povzbudit hlavního hrdinu, který většinu času tráví hledáním své rodiny, ať už čtením soupisek v novinách nebo posloucháním rádia. Nakonec jej přesvědčí, aby s ním začal sportovat – Izák jej učí boxovat a bránit se.
Petr se seznámí s židovskou dívkou Ilse, která je však úřady považována za Němku a hrozí jí deportace, začne se s ní vídat. Nejdříve se z jeho strany jedná jen o tělesnou známost, později se do Ilse zamiluje. Povolání do deportačního transportu se však blíží a hlavní hrdina se pokusí získat pro Ilse výjimku. Nakonec pojme plán: Ilse si vezme, a tím deportaci oddálí nebo úplně znemožní. Než ji ale s plánem seznámí, Ilse zmizí. 
Ani po několika měsících nemá od Ilse zprávu, nastoupí do práce jako myč aut a začne se scházet s Editou, lehkomyslnou židovkou ze sirotčince, jednu noc se opijí, Petr jí nabídne, že může přespat u něj na ubytovně s nejasným záměrem – místo toho nalézají v pokoji oběšeného Izáka.
Petr se přestěhuje do suterénní garsonky, do čtvrti, kde před deportací s rodinou bydleli, jejich původní byt se mu ani po půlroce získat nepodaří a jeho pátrání po rodičích a jeho bratrovi je neúspěšné. Úřední list z ministerstva mu oznamuje, že navrhují prohlásit jeho rodinu za mrtvou a Petr se dostává do vleklých depresí. Ty se ještě prohlubují, když nastoupí do práce na židovské obci. Třídí předměty ve skladu po nevrátivších se lidech z koncentračního tábora a jeho mentální zdraví se nadále podlamuje – několikrát se mu zdá, že textilie ve skladu ožívají a ohrožují ho. Začíná pít a začne si nezávazně s Editou, ještě předtím se však potkává s děvčátkem Leou a tajemnicí obce Ernou, s oběma naváže sexuální vztah, stejně jako s několika dalšími, které potkává po barech a opíjí se s nimi. Deprese vyústí v pokus o sebevraždu. Petr ovšem přežije bez zdravotních následků. Edita odhaluje jeho alkoholismus, Petr přiznává Editě další známosti, ta mu nevěří, jeho naopak vztah s ní nenaplňuje.
Hrdina dostává telegram, který mu předem v určený čas oznamuje mezinárodní hovor. Petra tato událost vytrhává z letargie, má za to, že se mu ozývají jeho příbuzní a že mu přece jenom někdo zůstal.Na druhé straně se ozývá Ilse, uprchla před deportací do Palestiny. Vysvětluje mu, jak náročné to bylo a že mu psala, ale nejspíš se dopisy k Petrovi nedostaly. Petr je ve stadiu šoku a do telefonu slíbí, že za Ilse přijede, ať na něj počká. Petrovi přijde dopis – povolávací rozkaz do armády.
Poslední část popisuje Petrovo putování zpustošenou poválečnou Evropou. Pomocí podzemní židovské organizace se dostává do Itálie, kde čeká na nejbližší ilegální loď, která míří do Palestiny. V táborech panují špatné podmínky, hrdina se vlastní neopatrností dostává do nebezpečí života, když se pokusí pomstít smrt svého dětského svěřence. Nakonec jej organizace pošle na poslední chvíli na loď, kde se stává strážcem a zapojuje se do organizování plavby. Loď má během cesty technickou poruchu, ale nakonec se plavidlo podaří opravit, i potlačit vzpouru, která na ní vznikla. Poslední noc se loď potýká s bouří, nakonec ztroskotá na břehu Palestiny a všichni pasažéři se bezpečně vylodí. Petr se schovává v nejbližším kibucu, razie britské armády ho neodhalí. Dostane se do Tel Avivu, kde se setká na pláži s Ilse. Slíbí si, že když se jim nebude dařit, vrátí se do Prahy, Petr odhaluje, že dostal nabídku na práci pro ilegální židovskou organizaci. Den na to Petr navštěvuje Židovskou agenturu, kde diktuje do seznamu hledaných své rodiče i bratra, v naději, že se je ještě podaří vypátrat.

## Styl
Román je napsán v minulém čase chronologicky v ich-formě, výjimkou jsou četné drobné retrospektivy, vyznačené kurzivou či celé pasáže, osvětlující, co předcházelo návratu protagonisty. Ty jsou napsány v přítomném čase. V některých pasážích je tato forma narušena, například du-formou v místech, kde je naznačeno protagonistovo propadající se mentální zdraví (scéna s oživlými věcmi ve skladě zabavených textilií) či ve scénách retrospektivy v retrospektivě, která míchá gramatické časy, a znázorňuje tak Petrovo blouznění a blízkost smrti. Hrdinovu duševnímu stavu je přizpůsoben i jazyk a jeho vyjadřovací schopnosti. Protagonista se v několika scénách ukáže jako tzv. nespolehlivý vypravěč, přizpůsobující si z různých důvodů svou minulost. Kritici si povšimli nesentimentálnosti výpovědi a jazykového stylu, který vede nečekaně k velkým emocionálním účinům. Obecně je pak román označován jako bildungsroman či případně román ztracených iluzí.

## Témata
Beneš uvádí, že román psal s dvojím záměrem, respektive ve dvou hlavních rovinách: jednak jako napínavý historický příběh vycházející ze skutečnosti (osoby mají svůj reálný předobraz, místy lze označit román jako dílčím způsobem tzv. klíčový) a za druhé jako vyšší literární formu, přizpůsobující se čtenářovým zkušenostem s literaturou. Dle autora je dílo dotvořeno intertextuálně, tedy že odkazuje na jiné texty a znalost takových textů dílo interpretačně rozšiřuje – výslovně uvádí více než sto takových intertextuálních odkazů. Recenzenti si všimli některých zjevných inspirací – tak například postava Edity je zřejmě totožná s Lustigovou Ditou Saxovou, jiní zaznamenali transtextuální odkazy na Primo Leviho, Elieho Wiesela, Milana Kunderu či četné biblické aluze.
Děj je usazen do roku 1945/6, Beneš ovšem uvádí, že se nejedná primárně o historický román. V rozhovoru pro stanici Vltava řekl, že tematicky jde o nadčasové dílo, vztahující se k současnosti.
Kritici se shodují, že román je v základu o hledání a nalézání smyslu života. Dalšími dominantními tématy jsou zobrazení skutečnosti skrz média a knihy, vliv ideologií a jejich marketing, možnosti individua ovlivnit chod světa, či problematika ztráty hodnot či odcizení a disociace.

## Design
Významným prvkem je netypické výtvarné zpracování obálky. Kniha je ztvárněna jako zcela černý blok, ze kterého pod různými úhly světla vysvítají jednak název románu a jméno autora a zároveň jména jednotlivých zde vystupujících postav. Autorem obálky je Denisa Myšková ze studia Symbiont.